# Andromaché

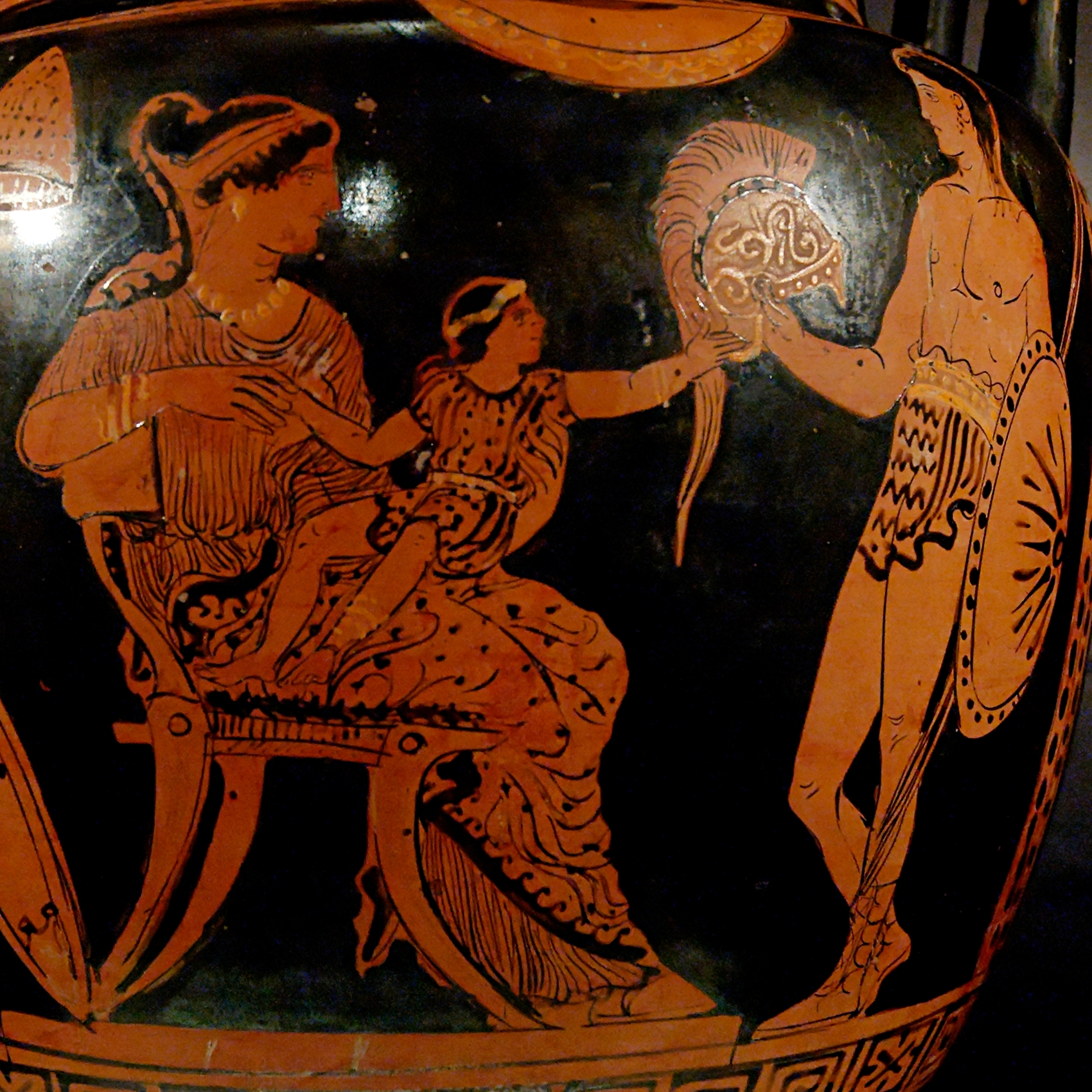
Hektor se loučí s Andromaché a Astyanaktem

Andromaché, také Andromacha (řecky Ἀνδρομάχη, latinsky Andromache) je v řecké mytologii dcera thébského krále Éetiona. Je známa jako manželka Hektora, hrdiny trojské války a vrchního velitele trojských vojsk.
Byla vzorem ušlechtilosti a vznešenosti, stejně tak i manželské lásky a oddanosti. Hektórovi porodila syna Astyanakta. Jejich poklidný život skončil v okamžiku, kdy na pobřeží Tróje přistálo řecké loďstvo a začala desetiletá válka o dobytí města. Hektór se postavil do čela vojska a Andromacha se nepřestávala strachovat o jeho život. Utrpěla válkou hrozné ztráty: přišla o otce a sedm bratrů, kteří zahynuli rukou řeckého hrdiny Achilla. Její matku zase zabila bohyně Artemis.
Černé předtuchy se vyplnily – Hektór padl při statečné obraně města v souboji s Achillem a krátce nato padla i Trója. Hektór zůstal v paměti jako vzor hrdinného bojovníka. Obětí války se stal i malý syn Astyanax, kterého nějaký voják (někdy se uvádí sám Odysseus) vytrhl z matčina náručí a shodil ho z hradeb.
Andromacha po zkáze Tróje připadla jako válečná kořist, stala se otrokyní Achillova syna Neoptolema, kterému prý porodila několik dětí. Když ji Neoptolemos propustil z otroctví, prý se provdala za Hektorova bratra Helena. Jeden jejich syn se jmenoval Pergamos, s ním Andromaché odešla do Malé Asie, kde Pergamos založil město a dal mu své jméno Pergamon.
Andromacha si lásku k prvnímu manželovi navždy uchovala. Vybudovala na jeho památku a počest památník. Po její smrti jí byla zřízena svatyně.

## Odraz v umění

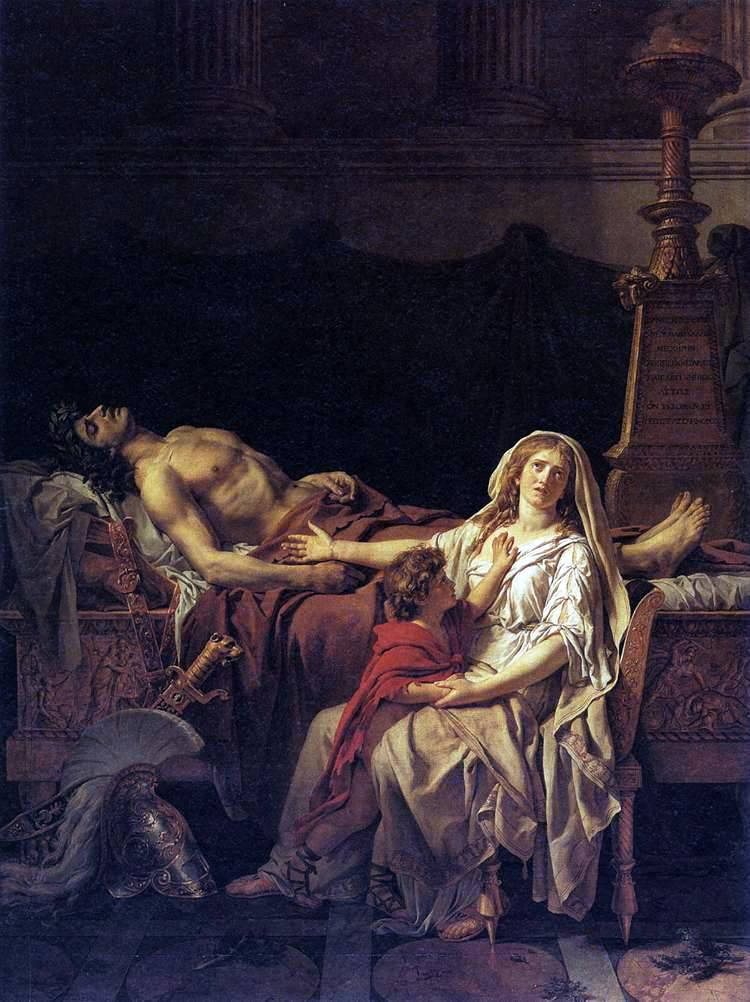
Andromaché oplakává Hektora, Jacques-Louis David, 1783

- Četné vázové malby zachovaly pro budoucnost podobu Andromachy, známá je Andromacha s malým Astyanaktem z 5. stol. př. n. l., dnes je uložena v Britském muzeu; nebo Hektorovo loučení s Andromachou ze stejné doby, to je uloženo ve Würzburském muzeu.
- V Homérových básních je Andromacha rovněž přítomna, zejména v šestém zpěvu Iliady.
- Básnířka Sapfó z Lesbu ji opěvala v díle Svatba Hektora a Andromachy.
- Známé jsou tragédie Andromaché a Trójanky od Eurípida.
- Jean Racine vytvořil tragédii Andromaché v polovině 17. století.
- opera André Grétryho Andromaché, libreto Louis-Guillaume Pitra podle Racinovy tragédie, 1780